# Guido Bustelli
Guido Bustelli (Arzo, 21 aprile 1905 – Lugano, 29 marzo 1992) è stato un politico e militare svizzero.

## Biografia
Figlio di Edoardo, per il Partito Liberale Radicale è stato membro del consiglio comunale di Lugano dal 1944 al 1960 e deputato al Gran Consiglio dal 1956 al 1962 e al Consiglio nazionale nel 1963.
Durante la seconda guerra mondiale prestò servizio presso il servizio segreto nazionale col grado di capitano, col compito di raccogliere informazioni sul fronte meridionale, contribuendo alla liberazione dell'Italia settentrionale grazie ai contatti ed all'appoggio con i gruppi partigiani dell'area,  occupandosi della raccolta di informazioni (in particolare interrogando i profughi provenienti dall'Italia) e mantenendo stretti legami con la Repubblica partigiana dell'Ossola (settembre-ottobre 1944). Nell'aprile e nel maggio del 1945, con il colonnello Mario Martinoni di Minusio, partecipò a Como alle trattative di resa tra l'esercito americano, i partigiani italiani e i tedeschi in ritirata, ragione per cui nel 1946 il Comitato di Liberazione Nazionale gli conferì la medaglia d'onore.

## Archivio
- Fondo personale presso ASTi